# Galindez (berg)
Galindez är ett berg i Antarktis. Det ligger i Sydshetlandsöarna. Argentina, Chile och Storbritannien gör anspråk på området.
Terrängen runt Galindez är huvudsakligen kuperad, men åt nordost är den platt. Havet är nära Galindez åt sydost.  Trakten är glest befolkad. Närmaste befolkade plats är Gabriel de Castilla Spanish Antarctic Station, 8,1 kilometer nordväst om Galindez. 